# Alice Merryweather
Alice Rice Merryweather (Hingham, 5 ottobre 1996) è un'ex sciatrice alpina statunitense.

## Biografia
Sciatrice polivalente con maggior propensione alle prove veloci attiva dal novembre 2011, Alice Merryweather in Nor-Am Cup ha debuttato il 1º dicembre 2012 a Copper Mountain in supergigante (41ª) e ha ottenuto il primo podio il 20 febbraio 2015 a Nakiska nella medesima specialità (3ª). Ha esordito in Coppa del Mondo il 9 gennaio 2016 ad Altenmarkt-Zauchensee in discesa libera, senza completare la prova, e il 13 dicembre 2016 ha conquistato la prima vittoria in Nor-Am Cup, a Panorama in supergigante; l'8 marzo 2017 ha vinto la medaglia d'oro nella discesa libera ai Mondiali juniores di Åre 2017.
Ai XXIII Giochi olimpici invernali di Pyeongchang 2018, sua unica presenza olimpica, si è classificata 42ª nello slalom speciale e 15ª nella combinata; nel 2019 ha conquistato il suo miglior risultato in Coppa del Mondo, il 27 gennaio a Garmisch-Partenkirchen in discesa libera (8ª), e ai successivi Mondiali di Åre 2019, sua unica presenza iridata, si è piazzata 22ª nella discesa libera, 22ª nel supergigante e 18ª nella combinata. 
Ha ottenuto la seconda e ultima vittoria in Nor-Am Cup il 19 marzo dello stesso anno a Sugarloaf in discesa libera e l'ultimo podio nella seconda discesa libera disputata lo stesso giorno nella medesima località (3ª); il 23 febbraio 2020 ha bissato il suo miglior risultato in Coppa del Mondo, a Crans-Montana in combinata (8ª).
Inattiva a causa di vari infortuni da quello stesso febbraio del 2020, è tornata alle gare solo nel dicembre del 2023, senza riuscire a tornare ad alti livelli; ha preso per l'ultima volta il via in Coppa del Mondo il 28 gennaio 2024 a Cortina d'Ampezzo in supergigante (35ª) e si è ritirata al termine di quella stessa stagione 2023-2024: la sua ultima gara è stata il supergigante di Coppa Europa disputato il 5 febbraio a La Thuile.

## Palmarès

### Mondiali juniores
- 1 medaglia:
  - 1 oro (discesa libera a Åre 2017)

### Coppa del Mondo
- Miglior piazzamento in classifica generale: 37ª nel 2020

### Nor-Am Cup
- Miglior piazzamento in classifica generale: 6ª nel 2017
- Vincitrice della classifica di discesa libera nel 2017
  - 12 podi
  - 2 vittorie
  - 4 secondi posti
  - 6 terzi posti

#### Nor-Am Cup - vittorie
| Data             | Località  | Paese       | Specialità |
| ---------------- | --------- | ----------- | ---------- |
| 13 dicembre 2016 | Panorama  | Canada      | SG         |
| 19 marzo 2019    | Sugarloaf | Stati Uniti | DH         |

Legenda:

SG = supergigante